# Magnus di Livonia
Magnus di Danimarca (Copenaghen, 26 agosto 1540 – Pilten, 18 marzo 1583) è stato un principe danese e re di Livonia dal 1570 al 1578.

## Biografia
Era figlio di Cristiano III di Danimarca, re di Danimarca, Norvegia e Svezia, e di Dorotea di Sassonia-Lauenburg e nacque nel castello di Christiansborg.
All'età di 17 anni venne mandato a servizio presso vari Signori tedeschi. Fece ritorno in Danimarca alla morte del padre per assistere all'incoronazione di suo fratello maggiore Federico II.
Quello stesso anno il principe-vescovo di Ösel-Wiek vendette la Livonia al nuovo re di Danimarca il quale la lasciò a Magnus ponendo però come condizione che il fratello rinunciasse ai propri diritti ereditari sul ducato di Schleswig-Holstein.
Nel 1560 si recò con il suo esercito sull'isola di Saaremaa dove fu eletto vescovo.
Durante la Prima guerra del nord, il 10 giugno 1570 arrivò a Mosca, dove venne incoronato re di Livonia da Ivan IV di Russia, a cui giurò fedeltà: il regno di Livonia sarebbe dunque stato un regno vassallo della Russia.
Partì con 20.000 soldati russi per conquistare Tallinn, ma nel marzo 1571 dovette abbandonare il progetto.
Sposò a Novgorod il 12 aprile 1573 la principessa tredicenne Maria di Russia da cui ebbe due figlie:
- Maria (luglio 1580-1597);
- Eudosia (gennaio 1581-1588).

Nel 1577, perso il favore di Ivan IV e senza l'appoggio di suo fratello maggiore, cercò l'aiuto della nobiltà di Livonia per respingere l'invasione russa dell'isola ma senza riuscirci. Preso prigioniero, rinunciò alla corona.
Passò gli ultimi sei anni di vita nel castello di Piltene, in Curlandia, dove morì.
Nel 1662 la salma del principe tornò in Danimarca e trovò sepoltura presso la Cattedrale di Roskilde.

## Ascendenza
|                                   |                                  |                                    | Genitori                           |  |  | Nonni |  |  | Bisnonni                 |  |  | Trisnonni             |  |
|                                   |                                  |                                    |                                    |  |  |       |  |  | Cristiano I di Danimarca |  |  | Dietrich di Oldenburg |  |
|                                   |                                  |                                    |                                    |  |  |       |  |  | Cristiano I di Danimarca |  |  | Dietrich di Oldenburg |  |
|                                   |                                  | Edvige di Schauenburg              |                                    |  |  |       |  |  | Cristiano I di Danimarca |  |  |                       |  |
| Federico I di Danimarca           |                                  |                                    |                                    |  |  |       |  |  | Cristiano I di Danimarca |  |  |                       |  |
|                                   |                                  | Dorotea di Brandeburgo             | Giovanni l'Alchimista              |  |  |       |  |  |                          |  |  |                       |  |
|                                   |                                  | Dorotea di Brandeburgo             | Giovanni l'Alchimista              |  |  |       |  |  |                          |  |  |                       |  |
|                                   |                                  | Dorotea di Brandeburgo             | Barbara di Sassonia-Wittenberg     |  |  |       |  |  |                          |  |  |                       |  |
| Cristiano III di Danimarca        |                                  | Dorotea di Brandeburgo             |                                    |  |  |       |  |  |                          |  |  |                       |  |
|                                   |                                  | Giovanni I di Brandeburgo          | Alberto III di Brandeburgo         |  |  |       |  |  |                          |  |  |                       |  |
|                                   |                                  | Giovanni I di Brandeburgo          | Alberto III di Brandeburgo         |  |  |       |  |  |                          |  |  |                       |  |
|                                   |                                  | Giovanni I di Brandeburgo          | Margherita di Baden                |  |  |       |  |  |                          |  |  |                       |  |
| Anna del Brandeburgo              |                                  | Giovanni I di Brandeburgo          |                                    |  |  |       |  |  |                          |  |  |                       |  |
|                                   |                                  | Margherita di Sassonia             | Guglielmo III di Sassonia          |  |  |       |  |  |                          |  |  |                       |  |
|                                   |                                  | Margherita di Sassonia             | Guglielmo III di Sassonia          |  |  |       |  |  |                          |  |  |                       |  |
|                                   |                                  | Margherita di Sassonia             | Anna d'Asburgo                     |  |  |       |  |  |                          |  |  |                       |  |
| Magnus di Livonia                 |                                  | Margherita di Sassonia             |                                    |  |  |       |  |  |                          |  |  |                       |  |
|                                   | Giovanni V di Sassonia-Lauenburg | Bernardo III di Sassonia-Lauenburg |                                    |  |  |       |  |  |                          |  |  |                       |  |
|                                   | Giovanni V di Sassonia-Lauenburg | Bernardo III di Sassonia-Lauenburg |                                    |  |  |       |  |  |                          |  |  |                       |  |
|                                   | Giovanni V di Sassonia-Lauenburg | Adelaide di Pomerania-Stolp        |                                    |  |  |       |  |  |                          |  |  |                       |  |
| Magnus I di Sassonia-Lauenburg    | Giovanni V di Sassonia-Lauenburg |                                    |                                    |  |  |       |  |  |                          |  |  |                       |  |
|                                   |                                  | Dorotea di Hohenzollern            | Federico II di Brandeburgo         |  |  |       |  |  |                          |  |  |                       |  |
|                                   |                                  | Dorotea di Hohenzollern            | Federico II di Brandeburgo         |  |  |       |  |  |                          |  |  |                       |  |
|                                   |                                  | Dorotea di Hohenzollern            | Caterina di Sassonia               |  |  |       |  |  |                          |  |  |                       |  |
| Dorotea di Sassonia-Lauenburg     |                                  | Dorotea di Hohenzollern            |                                    |  |  |       |  |  |                          |  |  |                       |  |
|                                   |                                  | Enrico IV di Brunswick-Lüneburg    | Guglielmo IV di Brunswick-Lüneburg |  |  |       |  |  |                          |  |  |                       |  |
|                                   |                                  | Enrico IV di Brunswick-Lüneburg    | Guglielmo IV di Brunswick-Lüneburg |  |  |       |  |  |                          |  |  |                       |  |
|                                   |                                  | Enrico IV di Brunswick-Lüneburg    | Elisabetta di Stolberg-Wernigerode |  |  |       |  |  |                          |  |  |                       |  |
| Caterina di Braunschweig-Lüneburg |                                  | Enrico IV di Brunswick-Lüneburg    |                                    |  |  |       |  |  |                          |  |  |                       |  |
|                                   |                                  | Caterina di Pomerania-Wolgast      | Eric II di Pomerania-Wolgast       |  |  |       |  |  |                          |  |  |                       |  |
|                                   |                                  | Caterina di Pomerania-Wolgast      | Eric II di Pomerania-Wolgast       |  |  |       |  |  |                          |  |  |                       |  |
|                                   |                                  | Caterina di Pomerania-Wolgast      | Sofia di Pomerania-Stolp           |  |  |       |  |  |                          |  |  |                       |  |
|                                   |                                  | Caterina di Pomerania-Wolgast      |                                    |  |  |       |  |  |                          |  |  |                       |  |